# Самоуважение
Самоуважението е качество на личността, отнасящо се до общата оценка или преценка на човек за собствената му стойност, като човешко същество.
Самоуважението включва в себе си: убеждения (Например: Аз съм компетентен/некомпетентен) и емоции (например: триумф/отчаяние, гордост/срам).
Психолозите обикновено разглеждат самоуважението като трайна личностна характеристика/черта, макар да може да се появят нейни кратки вариации (състояние на самоуважение).